# Ciudad Nueva (del av en befolkad plats)
Ciudad Nueva är en del av en befolkad plats i Dominikanska republiken.   Den ligger i provinsen Santo Domingo, i den sydöstra delen av landet, 10 km öster om huvudstaden Santo Domingo. Ciudad Nueva ligger 20 meter över havet och antalet invånare är 18 756.
Terrängen runt Ciudad Nueva är platt. Havet är nära Ciudad Nueva åt sydost.  Närmaste större samhälle är Santo Domingo, 10,0 km väster om Ciudad Nueva. Runt Ciudad Nueva är det i huvudsak tätbebyggt.